# حمض ثريوز النووي
حمض الثريوز النووي ( TNA ) هو بوليمر وراثي اصطناعي يتم فيه استبدال سكر الريبوز الطبيعي خماسي الكربون الموجود في الحمض النووي الريبي ( RNA) بسكر ثريوز رباعي غير طبيعي. 
اخترعها ألبرت إيشنموسر كجزء من سعيه لاستكشاف المسببات الكيميائية للحمض النووي الريبي (RNA)،  أصبح TNA بوليمرًا جينيًا اصطناعيًا مهمًا ( XNA ) نظرًا لقدرته على إنشاء زوج بكفاءة مع تسلسلات تكميلية من الحمض النووي الريبي منقوص الاكسجين( DNA ) والحمض النووي الريبي (RNA). 
الفرق الرئيسي بين TNA وDNA/RNA هو العمود الفقري لهما. يحتوي الحمض النووي الريبوزي منقوص الاكسجين (DNA) والحمض النووي الريبي (RNA) على العمود الفقري الفوسفاتي المرتبط بذرة الكربون 5 في حلقة الديوكسي ريبوز أو سكر الريبوز، على التوالي.
من ناحية أخرى، يحتوي TNA على عمود فوسفاتي متصل مباشرة بذرة الكربون 3' في الحلقة، لأنه لا يحتوي على ذرة كربون 5'. هذا العمود الفقري المعدل  يجعل TNA، على عكس DNA وRNA، مقاومًا تمامًا لهضم النيوكلياز ، مما يجعله نظيرًا واعدًا للحمض النووي للتطبيقات العلاجية والتشخيصية. 
تم تصنيع أليغنوكليوتيدات TNA لأول مرة عن طريق تخليق الطور الصلب الآلي باستخدام كيمياء الفوسفورميديت. لقد تم تحسين طرق مونومرات TNA المركبة كيميائيًا (الفوسفوراميديت والنيوكليوسيد ثلاثي الفوسفات) بشكل كبير لدعم مشاريع البيولوجيا التركيبية التي تهدف إلى تطوير أبحاث TNA. 
في الآونة الأخيرة، حددت جهود هندسة البوليميراز بوليميرات TNA التي يمكنها نسخ المعلومات الوراثية ذهابًا وإيابًا بين DNA وTNA.   يحدث تكرار TNA من خلال عملية تحاكي تكرار الحمض النووي الريبي (RNA). في هذه الأنظمة، يتم نسخ TNA عكسيًا إلى DNA، ويتم تضخيم الحمض النووي بواسطة تفاعل البوليميراز المتسلسل ، ثم يتم نسخه مرة أخرى إلى TNA.
لقد أتاح توافر بوليميرات TNA الانتقاء في المختبر لأبتامرات TNA المستقرة بيولوجيًا لكل من أهداف الجزيئات الصغيرة والبروتينات.    تثبت مثل هذه التجارب أن خصائص الوراثة والتطور لا تقتصر على البوليمرات الوراثية الطبيعية للحمض النووي منقوص الاكسجين (DNA) والحمض النووي الريبوزي (RNA). 
يشير الاستقرار البيولوجي العالي لـ TNA مقارنة بأنظمة الأحماض النووية الأخرى القادرة على الخضوع للتطور الدارويني، إلى أن TNA مرشح قوي لتطوير الأبتامرات العلاجية من الجيل التالي.
تمت دراسة آلية تصنيع TNA بواسطة بوليميراز TNA المتطور في المختبر باستخدام علم البلورات بالأشعة السينية لالتقاط الخطوات الخمس الرئيسية لإضافة النوكليوتيدات. 
تُظهر هذه الهياكل التعرف غير الكامل على نيوكليوتيدات TNA ثلاثي الفوسفات الواردة وتدعم الحاجة إلى مزيد من تجارب التطور الموجهة لإنشاء بوليميرات TNA ذات نشاط محسّن.
تم أيضًا حل البنية الثنائية للنسخة العكسية من TNA عن طريق علم البلورات بالأشعة السينية، مما يكشف عن أهمية اللدونة الهيكلية كآلية محتملة للتعرف على القالب. 

## نظام ما قبل الحمض النووي
وضع جون شابوت، الأستاذ في قسم العلوم الصيدلانية بجامعة كاليفورنيا في إيرفاين ، نظرية مفادها أن القضايا المتعلقة بتخليق البريبايوتيك لسكريات الريبوز والتكاثر غير الأنزيمي للحمض النووي الريبي (RNA) قد يوفر دليلًا ظرفيًا على وجود نظام وراثي سابق تم إنتاجه بسهولة أكبر. في ظل ظروف الأرض البدائية.من الممكن أن يكون TNA نظامًا وراثيًا مبكرًا ومقدمة للحمض النووي الريبي (RNA).  TNA أبسط من RNA ويمكن تصنيعه من مادة أولية واحدة. TNA قادر على نقل المعلومات ذهابًا وإيابًا باستخدام الحمض النووي الريبي (RNA) ومع خيوط مكملة للحمض النووي الريبي (RNA). لقد ثبت أن TNA ينثني في هياكل ثلاثية ذات خصائص ربط لغند منفصلة. 

## التطبيقات التجارية
على الرغم من أن الأبحاث حول حمض الثريوز النووي TNA لا تزال في بداياتها، إلا أن التطبيقات العملية واضحة بالفعل. إن قدرته على الخضوع للتطور الدارويني، إلى جانب مقاومته للنوكلياز، تجعل من TNA مرشحًا واعدًا لتطوير التطبيقات التشخيصية والعلاجية التي تتطلب استقرارًا بيولوجيًا عاليًا.
يتضمن ذلك تطوير أبتمرات حمض الثريوز TNA التي يمكن أن ترتبط بجزيئات صغيرة محددة وأهداف بروتينية، بالإضافة إلى تطوير إنزيمات TNA (الثلاثيوزيمات) التي يمكنها تحفيز التفاعل الكيميائي.
بالإضافة إلى ذلك، يعد حمض الثريوز TNA مرشحًا واعدًا لعلاجات الحمض النووي الريبي (RNA) التي تتضمن تقنية إسكات الجينات. على سبيل المثال، تم تقييم TNA في نظام نموذجي لتقنية مضادة للتحسس. 

## إنظر أيضاً
- التولد التلقائي
- حمض الجليكول النووي
- تخليق قليل النوكليوتيد
- حمض الببتيد النووي
- علم الأحياء الاصطناعية
- الحمض النووي الغريب (مصطنع غير طبيعي)
- علم الأحياء الغريبة (الغير طبيعية)